# Denver sandwich
Il Denver sandwich o Western sandwich è un panino statunitense che racchiude al suo interno una Denver omelette (frittata con prosciutto, peperoni e cipolle).

## Storia
Secondo gli scrittori di cucina James Beard e Evan Jones, il Denver sandwich venne inventato «dai numerosi chef cinesi che cucinavano per i campi di disboscamento e le bande ferroviarie tra il diciannovesimo e il ventesimo secolo» e deriverebbe probabilmente dalle uova Foo Yung. Secondo Beard e Jones, l'alimento è strettamente correlato al St. Paul sandwich.